# Nicaise Kudimbana
Nicaise Mulopo Kudimbana (Boma, 21 januari 1987) is een Congolees-Belgisch doelman.

## Biografie
Kudimbana begon zijn carrière in 2005 bij toenmalig tweedeklasser Union Sint-Gillis. Tijdens zijn eerste seizoen werd hij niet opgesteld, de twee daaropvolgende seizoenen werd hij eerste keuze bij de Brusselse ploeg. RSC Anderlecht kocht de doelman eind 2007 over maar leende hem uit aan Saint-Gilloise tot het einde van het seizoen 2008/09. Een seizoen later zou hij uitgeleend worden aan de Italiaanse tweedeklasser FC Crotone, de transfer ging echter niet door wegens problemen met de identiteitspapieren.
In het voorjaar van 2011 leende Anderlecht Kudimbana uit aan Cercle Brugge, waar hij een half seizoen later als vaste waarde werd aangetrokken nadat hij contractvrij kon vertrekken bij Anderlecht. Een gebrek aan speelkansen leidde ertoe dat hij een seizoen later naar toenmalig tweedeklasser KV Oostende trok. Als eerste doelman dwong hij met deze club mee de titel af in Tweede klasse. Na de promotie naar Eerste klasse zou hij nog maar zeven wedstrijden voor de kustploeg spelen. Hij keerde hierna eerst op huurbasis en daarna als contractvrije speler terug naar Anderlecht, waar hij opnieuw niet aan spelen toe kwam maar door zijn leiderskwaliteiten een belangrijke rol in de kleedkamer had – zeker bij de Afrikaanse spelers.
In de zomer van 2015 ondertekende de doelman een contract voor twee seizoenen bij toenmalig tweedeklasser Royal Antwerp FC. In zijn eerste seizoen bij de Great Old was hij titularis en speelde hij 32 wedstrijden, maar werd de promotie niet behaald. In zijn tweede seizoen stond hij nog 14 keer in doel maar verloor hij zijn plaats in doel aan Kevin Debaty, die mee de promotie naar de Jupiler Pro League wist af te dwingen. Na de promotie van R.Antwerp FC. keerde hij terug naar zijn ex-club Union. Kudimbana verloor er echter de concurrentiestrijd met Adrien Saussez. Na een jaar zonder club gezeten te hebben tekende hij in de zomer van 2019 bij Wallonia Walhain uit Derde klasse amateurs, waar hij naast doelman ook adviseur van de keepersschool werd. Kudimbana had eerder dat jaar ook een aanbod gekregen om keeperstrainer te worden bij zijn ex-club Anderlecht, waar zijn jeugdvriend Vincent Kompany net was gearriveerd.
Op 31 maart 2020 maakte Kudimbana de overstap naar RCS Brainois. In juli 2020 tekende hij bij KSV Roeselare, maar doordat de club enkele maanden later failliet ging speelde hij nooit een officiële wedstrijd voor de West-Vlaamse club. Pas in januari 2021 vond hij met Sint-Eloois-Winkel Sport een nieuwe club. Later dat jaar ging hij ook aan de slag als keeperstrainer van de jeugd van Leopold FC.

## Internationale carrière
Kudimbana kwam één keer uit voor het Belgisch voetbalelftal onder 21. Daarna koos hij echter voor de Congolese nationale ploeg. Hij debuteerde op 26 maart 2008 in een oefeninterland tegen Algerije. Kudimbana nam als reservedoelman deel aan de Afrika Cup 2015 en 2017.